# Tapinotorquis
Tapinotorquis yamaskensis es una especie de araña araneomorfa de la familia Linyphiidae. Es el único miembro del género monotípico Tapinotorquis.

## Distribución
Se encuentra en Estados Unidos y Canadá.